# Mein großer, dicker, peinlicher Verlobter
Mein großer, dicker, peinlicher Verlobter ist eine siebenteilige Fernsehproduktion im Auftrag von Sat.1 aus dem Jahr 2004. Sie adaptierte das Konzept des US-Erfolgsformats My Big Fat Obnoxious Fiance für den deutschen Markt und erzielte hohe Einschaltquoten.

## Konzept und Handlung
In der Sendung wurde die Kieler Zahnmedizinstudentin Mareike mit „Gunnar Janßen“ bekannt gemacht. Ihre Aufgabe im Rahmen der Sendung war es, ihre Eltern davon zu überzeugen, dass sie ihn heiraten wolle. Aus ihrer Sicht hatte „Gunnar“ dieselbe Aufgabe gegenüber seinen eigenen Eltern. Wenn dies gelänge, sollten die beiden einen hohen Geldbetrag erhalten.
„Gunnar“ jedoch war in Wirklichkeit der Schauspieler Tetje Mierendorf, der von Sat.1 engagiert worden war, Mareike ihre Aufgabe so schwer wie möglich zu machen. Dafür setzte er sich über viele Tabus hinweg, etwa durch völlig fehlende Tischmanieren, Unhöflichkeit und Tollpatschigkeit. Auch seine Familie und seine Freunde wurden von Schauspielern verkörpert, die allesamt absichtlich ein für Mareike und ihre Familie schockierendes Verhalten an den Tag legten.
Im Anschluss an diese Sendung erhielt Mareike ein Honorar von 500.000 Euro. „Gunnar“ erklärte ihr und ihrer Familie erst eine Minute vor der arrangierten Hochzeit, dass alles gestellt gewesen sei und dass er sich normalerweise nicht so verhalte. Begleitet und kommentiert wurde die gesamte Sendung von der Moderatorin Jessica Witte-Winter.

## Hintergrund
Die Serie wurde von UFA Entertainment mit 47 Kameras in einer Luxus-Villa in der Lüneburger Heide gedreht. Das Finale erreichte eine Einschaltquote von 4,68 Millionen Zuschauer und einen Marktanteil in der Zielgruppe von 24,0 Prozent.
My Big Fat Obnoxious Fiance wurde in den USA Anfang 2004 auf FOX gezeigt; der Grundschullehrerin Randi McCoy wurde darin eine Million US-Dollar versprochen, wenn sie ihre Familie überzeugen konnte, den unangenehmen „Steve Williams“, gespielt von Schauspieler Steven W. Bailey, heiraten zu wollen. Im Großen und Ganzen lief die Show genau so ab wie das deutsche Pendant.
Nachdem Mein großer, dicker, peinlicher Verlobter von September bis Oktober 2004 auf Sat.1 gezeigt wurde, strahlte Kabel eins im November 2004 die Originalserie unter dem Titel Mein schrecklicher Verlobter aus.

## Rezeption
Mein großer, dicker, peinlicher Verlobter war Teil einer ganzen Welle von Reality-TV-Produktionen, von denen ebenfalls viele Kopien von britischen oder US-amerikanischen Konzepten waren. Obwohl die Quoten im Vergleich zu vielen anderen dieser Sendungen noch gut waren, wurde die Sendung von vielen Kritikern als niveaulos und die Ehe verhöhnend betrachtet.
Auch gab es Diskussionen über den Wahrheitsgehalt, da viele Zuschauer anzweifelten, dass Mareike und ihre Eltern das ihnen gebotene Schauspiel nicht durchschaut hätten. Es ist allerdings davon auszugehen, dass die 500.000 € tatsächlich ausbezahlt wurden: In einem Urteil des Finanzgerichts Schleswig-Holstein werden Auszüge aus dem Vertragswerk wiedergegeben, wonach Mareike die Hälfte ihres „Gewinns“ von 250.000 Euro als sonstige Einkünfte versteuern muss. Gewinne aus einem Fernsehquiz seien zwar prinzipiell steuerfrei. Der Umfang der von Mareike zu erbringenden Leistungen sei jedoch über die Teilnahme an einem Fernsehquiz weit hinausgegangen, so die Richter.
Die restlichen 250.000 Euro wurden allerdings direkt an ihre Familie ausgezahlt und sind nach dem oben genannten Urteil nicht zu versteuern, da Mareike dieses Geld zwar erwirtschaftet hat, dieses ihr jedoch nicht zugeflossen ist. Mareike hatte gegen dieses Urteil Revision zum Bundesfinanzhof (BFH) eingelegt. Die Revision wurde jedoch vom BFH als unbegründet zurückgewiesen, sodass die 250.000 € als sonstige Einkünfte nach § 22 EStG letztendlich zu besteuern sind.
Die finale Folge konnte den höchsten Wert von 4,68 Millionen Zuschauern vorweisen. Aufgrund dessen entschied sich Sat.1, alle sieben Folgen täglich ab dem 3. Januar 2005 um 23.15 Uhr zu wiederholen. ProSieben brachte 2005 mit der Reihe Mein neuer Freund, in der Christian Ulmen in immer neuen Verkleidungen die Kandidaten als „neuer bester Freund“ zur Verzweiflung trieb, ein ähnliches Showkonzept heraus.